# Tagoropsis hanningtoni
Tagoropsis hanningtoni is een vlinder uit de familie van de nachtpauwogen (Saturniidae). De wetenschappelijke naam van de soort werd in 1883 als Copaxa hanningtoni gepubliceerd door Arthur Gardiner Butler.